# Paolo Fregoso
Paolo Fregoso   (Gènova, 1430 - Roma, 22 de març de 1498), conegut també com a Paolo Campofregoso, fou un cardenal i arquebisbe de Gènova, i també dux de la República de Gènova durant tres mandats. Ha estat l'únic cas d'una persona que ha ostentat alhora aquests càrrecs tant rellevants.

## Biografia
Fill del dux Battista Fregoso i d'Ilaria Guinigi, és recordat per les memòries històriques com una "figura sinistra" del panorama polític i religiós genovès, tant és així que alguns historiadors van qüestionar la seva autèntica vocació religiosa, recolzada aquesta idea amb el naixement de cinc fills. Malgrat la seva gran passió per la política, va ser el papa Nicolau V, natural de Sarzana també a la Ligúria, qui va convèncer Paolo per emprendre els estudis eclesiàstics que va fer a Pavia.
Un cop acabats els estudis va ser nomenat canonge del capítol de la Catedral de Nostra Senyora de l'Assumpció de Savona, el 23 de juliol de 1448. El 1451 es traslladà a l'abadia cistercenca de Sant'Andrea, a Sestri Ponente, sent escollit abat el 1453. Gràcies a la petició expressa del seu germà Pietro Fregoso, dux en el càrrec, aconseguí instal·lar-se en poc temps en el panorama religiós de la Gènova medieval amb el posterior nomenament, el 7 de febrer de 1453 i als vint-i-sis anys, com a nou arquebisbe de Gènova. També va rebre el 1470 el nomenament d'abat comendatari del monestir de San Bernardo di Fontevivo a la zona de Parma.
Nomenat cardenal a Roma el 1480, va rebre el títol cardenalici de Sant'Anastasia fins al 1489. A la ciutat papal va equipar vint-i-un vaixells per a Gènova, que partien de Civitavecchia, i va ser rebut pel papa Sixt IV en el consistori públic. Va ser nomenat almirall de la Santa Seu al capdavant d'una expedició naval del Papa, aliada amb la flota napolitana de Ferran I de Nàpols, contra la flota turca a Òtranto (batalla d'Òtranto).
Va dimitir del seu càrrec d'arquebisbe i cardenal el 13 de febrer de 1495. Escollit de nou bisbe de l'arxidiòcesi genovesa el 29 de juliol de 1496, va mantenir el càrrec eclesiàstic fins a la seva mort el 22 de març de 1498.
Més convulsa i en alguns casos violenta va ser, en canvi, la vida política de Paolo Fregoso que, en tres moments diferents, va aconseguir ascendir al màxim càrrec republicà, enfrontat, entre altres coses, a alguns membres de la seva família propers a ell, en primer lloc el seu cosí i dux Ludovico Fregoso, i a la mateixa població genovesa. De fet, va ser Ludovico qui va deixar el seu mandat a favor del seu cosí el 14 de maig de 1462. El primer mandat va ser molt curt, gairebé quinze dies, però de gran importància històrica ja que va portar a Paolo Fregoso, en aquell curt període, al capdavant de del poder ducal i espiritual a Gènova, gràcies al nomenament com arquebisbe. Amb el nou nomenament com a dux de Ludovico, les relacions d'odi entre els dos cosins van soscavar la població genovesa, que es va dividir entre els pardidaris de l'"arquebisbe Fregoso" i els del "dux Fregoso".
A principis de 1463 va obtenir de nou el nomenament al màxim càrrec ducal, encara no va renunciar al poder eclesiàstic. Va ordenar la detenció del seu cosí Ludovico a la fortalesa de Castelletto, i el va obligar a lliurar-li els seus propis béns.
Derrocat novament l'abril de 1464 després de diversos episodis qüestionables, entre els quals la proposta d'expulsar la família Adorno de Gènova amb l'ajuda dels Fieschi, o les freqüents lluites internes de la família Fregoso, va portar al Consell d'Ancians a reclamar la protecció de la senyoria dels Sforza durant gairebé tretze anys (1464-1477), que es va convertir en una nova dominació milanesa sobre Gènova. Paolo Fregoso, exiliat, va trobar refugi a Màntua a la cort dels Gonzaga, juntament amb els seus fills Fregosino i Alessandro, que van rebre aquí la seva primera educació humanística.
Nomenat cardenal el 1480, va ser elegit per tercera i última vegada quaranta-unè dux de la República el 25 de novembre de 1483. Una rebel·lió posterior dels genovesos el va portar a una fugida espontània de Gènova el 6 de gener de 1488. Malgrat el manteniment del càrrec de cardenal i arxiepiscopal sobre Gènova es va veure obligat a exiliar-se de la mateixa ciutat i dels territoris de la República, fet que l'obliga a refugiar-se al Piemont, al Vèneto i finalment a Roma.
A la ciutat papal es va traslladar el 8 de desembre de 1488 a la basílica de Santi XII Apostoli i va acompanyar el papa Innocenci VIII en una visita a Ostia el 15 de novembre de 1489. El 1490 va ser nomenat cardenal titular de San Sisto participant al conclave de 1492. Va lluitar fins a la seva mort, que es va produir el 1498, però sense èxit contra la dominació de Carles VIII de França.